# Liste de prisonniers d'opinion tibétains
Voici une liste de prisonniers d'opinion tibétains connus. Certains sont morts en détention, d'autres ont été libérés :

## Anciens prisonniers d'opinion
- - Tulku Hungkar Dorje
  - Thupten Yeshi
  - A-nya Sengdra
  - Phuntsok Wangchuk
  - Gendun Lhundrub

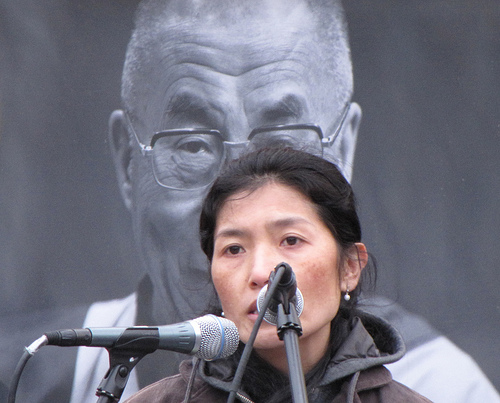
Ngawang Sangdrol à une marche pour la liberté du Tibet à New York

  - Sonam Gyalpo (1955-2023), emprisonné 16 ans.
  - Yeshi Choedron, femme médecin condamnée à 15 ans de prison.
  - Tenzin Pelsang, moine et guéshé tibétain, condamné à 6 ans de prison, il meurt quatre ans avoir purgé sa peine à la suite de tortures subies en prison.
  - Thupten Lobsang Lhundup, écrivain tibétain, condamné à 4 ans de prison.
  - Bangri Rinpoché, condamné à la prison à vie, commuée à une durée fixe, il doit être libéré le 30 juillet 2021.
  - Tsegön Gyal
  - Yulo Tulku Dawa Tsering, (1926-2002)
  - Tenzin Bagdro
  - Lobsang Tenzin (ermite)
  - Dolma Kyab (prison de Chushur (Chinois : Qushui) (10 ans de prison, libéré)
  - Jigme Gyatso, (17 ans de prison, libéré).
  - Tragyal, écrivain, en résidence surveillé.
  - Dhondup Wangchen (cinéaste, 6 ans de prison, libéré)
  - Golog Jigmé (cinéaste, libéré)
  - Gendun Rinchen
  - Shiwo Lobsang Dhargye
  - Lobsang Samten, calligraphe (3 ans d'incarcération, libéré)[1]
  - Lhalu Tsewang Dorje
  - Ani Patchen (21 ans d'incarcération, libérée)
  - Ama Adhe (27 ans d'incarcération, libérée)
  - Palden Gyatso (33 ans d'incarcération, libéré)
  - Ngawang Sangdrol (11 ans d'incarcération, libérée)
  - Phuntsog Nyidron (15 ans d'incarcération, libérée)
  - Tenzin Choedrak (17 ans d'incarcération, libéré)
  - 10e Panchen Lama (13 ans d'incarcération, libéré)
  - Phuntsok Wangyal (18 ans d'incarcération, libéré)
  - Takna Jigme Sangpo (Prisonnier politique ayant accompli la peine la plus longue au monde, 37 ans d'incarcération, libéré)
  - Jamyang Kyi (lieu de détention inconnu, libérée)
  - Drolmakyi (libérée)
  - Ngawang Chophel (condamné à 18 ans, 6 ans d'incarcération, libéré pour raison médicale)
  - Ngawang Phulchung (libéré en 2007 après avoir passé 18 ans en prison. Ce moine du monastère de Drepung avait diffusé la traduction en tibétain de la déclaration universelle des droits de l'homme)
  - Gyaltsen Drölkar (arrêtée en 1990 à l'âge de 19 ans, 12 ans de prison, libérée en 2002 elle vit en exil en Belgique[2]).
  - Tenzin Tsundue
  - Jigme Gyatso, ancien moine, cinéaste et militant tibétain
  - Ghang Lhamo, étudiante qui participa à une manifestation. Emprisonnée et torturée, elle fut libérée et s'enfuit en Inde où elle devint député.
  - Runggye Adak (prison de Mianyang, libéré à l'issue de sa peine de 8 ans de prison)
  - Shonu Palden
  - Ngawang Tsomo (nonne et ancienne prisonnière politique tibétaine, emprisonnée sept ans après avoir appelé à la fin de la domination chinoise au Tibet, est morte le 27 janvier 2018 des suites d'une maladie chronique qu'elle a contractée après avoir été torturée et maltraitée pendant son incarcération, selon des Tibétains[3])
  - Drubchen Karnor

## Prisonniers décédés ou exécutés
- - Sherab Gyatso, emprisonné pendant la révolution culturelle, en 1968, il a été torturé et est décédé en prison.
  - Khenpo Jigme Phuntsok (décédé en détention)
  - Lobsang Tashi, ancien premier ministre tibétain, décédé en prison en 1966
  - Lobsang Dhondup : exécuté en 2003. Le Mouvement contre le racisme et pour l'amitié entre les peuples indique en 2005 que Lobsang Dhondup a été torturé pendant sa détention et avant son exécution[4].
  - Chadrel Rinpoché (7 ans de prison, en résidence surveillée depuis 2002, il est décédé en 2011)
  - Tsarong Dzasa, mort peu de temps après sa détention en 1959.
  - Tenzin Delek Rinpoché (prison no 3 de Chuandong, peine de prison à vie), mort en prison le 12 juillet 2015.
  - Pema Wangchen, emprisonné et torturé 15 jours en 2016, mort le 26 avril 2019.

## Prisonniers politiques actuellement en détention
- - Tashi Wangchuk[5]
  - Kunchok Tsephel, écrivain condamné à 15 ans de prison en 2009.
  - Karma Samdrup, condamné à 15 ans de prison en 2010.
  - Dorje Tashi, entrepreneur condamné à la prison à vie en 2010
  - Wangdu (activiste) activiste du VIH/SIDA condamné à la prison à vie.
  - Washu Rangjong
  - Paljor Norbu, un imprimeur Tibétain de 81 ans, condamné à 7 ans de prison en novembre 2008.
  - Adruk Lopoe, neveu de Runggye Adak, condamné à 10 ans de prison en 2008.

## Le cas de Gedhun Choekyi Nyima
Gendhun Choekyi Nyima : Désigné 11e réincarnation du panchen-lama par le 14e dalaï-lama le 14 mai 1995, il a disparu trois jours plus tard, le 17 mai et se trouverait en résidence surveillée depuis cette date.